# Jolie Holland

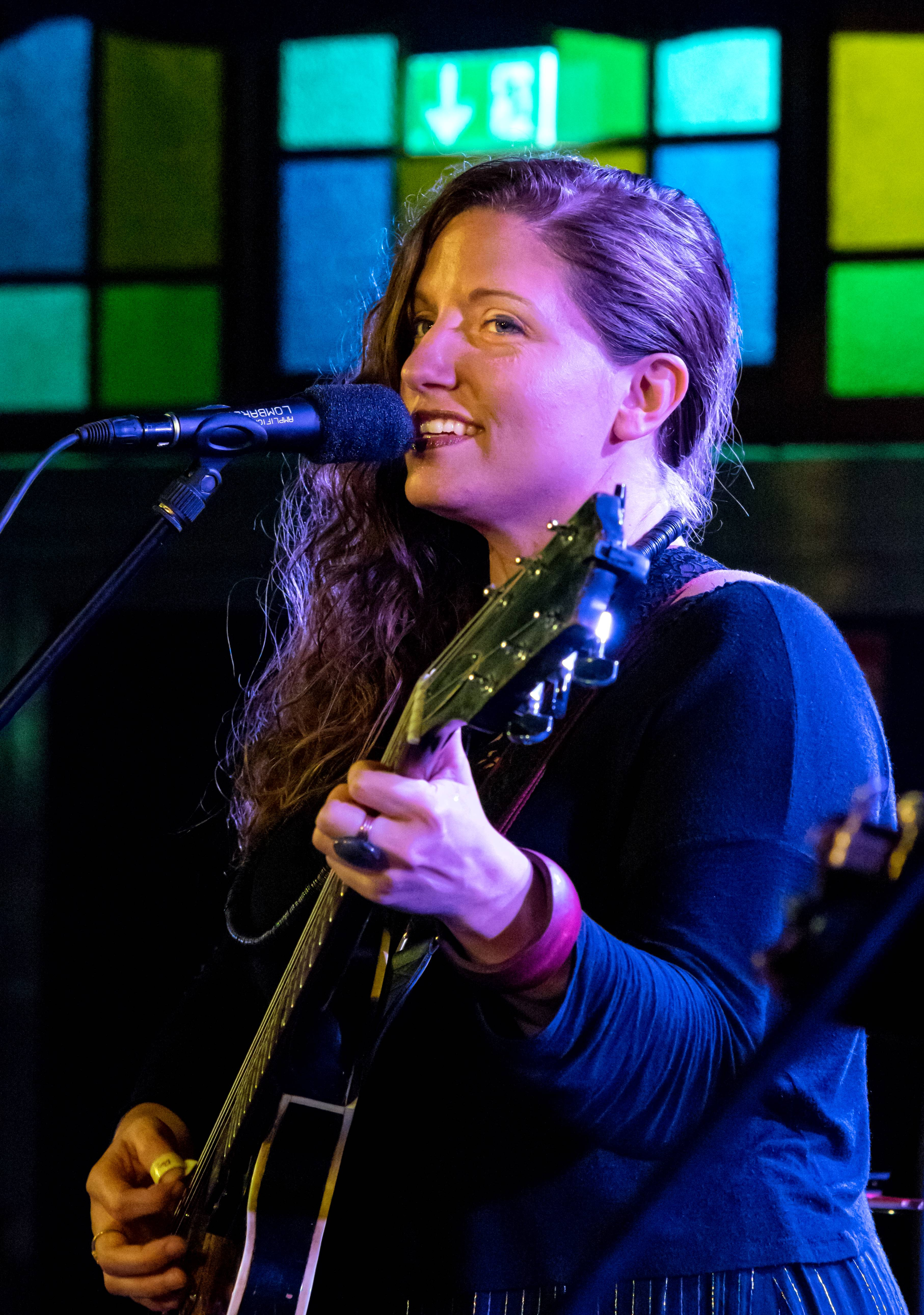
Zelt-Musik-Festival nel 2015 a Freiburg Friburgo in Brisgovia, Germania

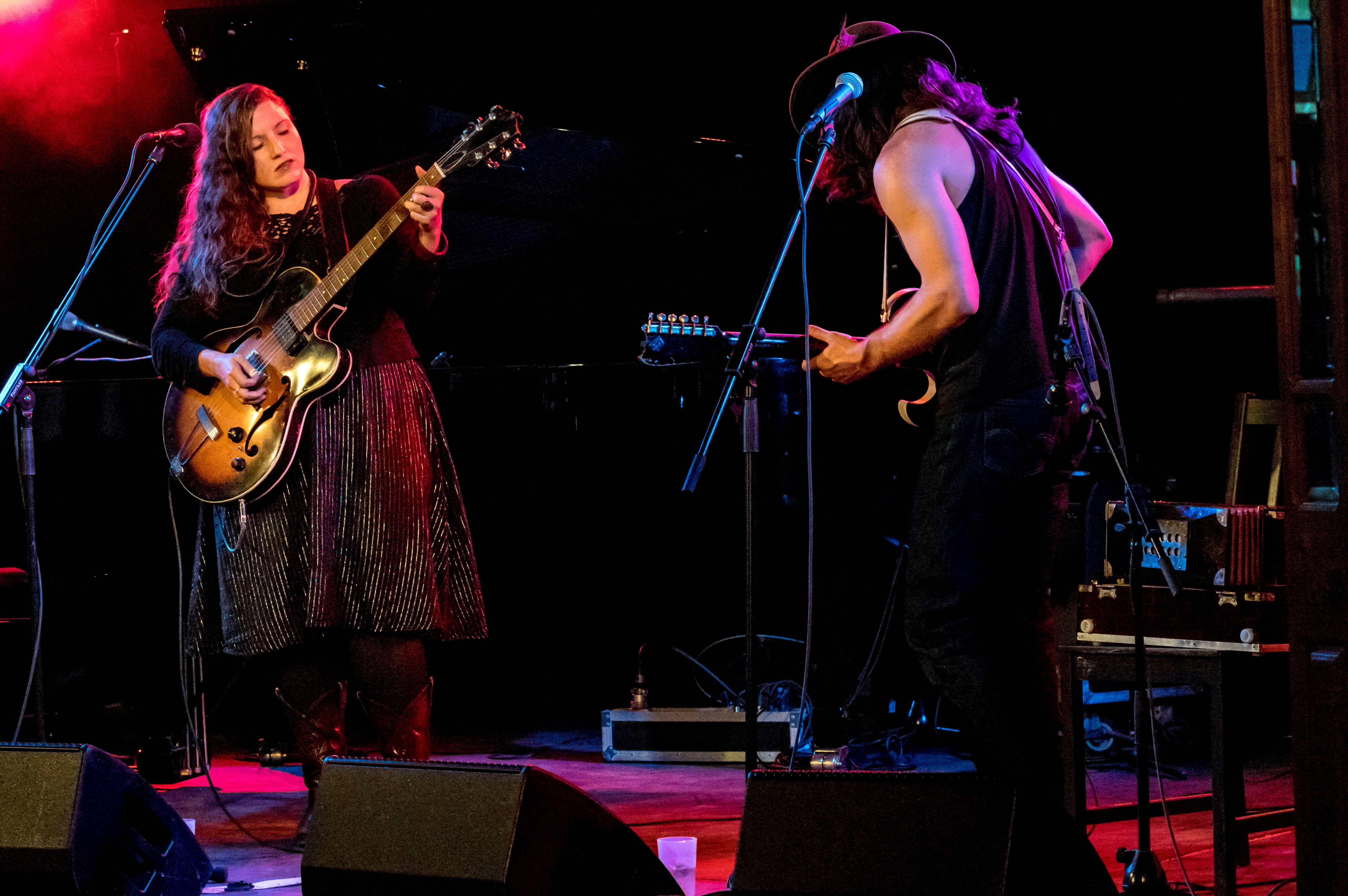
Zelt-Musik-Festival nel 2015 a Freiburg Friburgo in Brisgovia, Germania

Jolie Holland (Houston, 11 settembre 1975) è una cantautrice statunitense.

## Biografia
Il suo stile musicale fonde il folk con elementi country, rock e blues. Nel 2001 è stata tra i membri fondatori del gruppo folk tutto al femminile dei The Be Good Tanyas. 
Dopo si trasferì a San Francisco dove intraprese la carriera solista. Grazie ad alcuni demo la sua fama crebbe tanto da venire nominata da Tom Waits per il Shortlist Music Prize. Nel 2003 la Anti la mise sotto contratto e nel novembre pubblicò l'album Catalpa contenente le precedenti registrazioni demo.
L'esordio vero e proprio avvenne con l'album del 2004 Escondida sempre per la Anti che la pose tra i cantautori più promettenti folk rock americani.
Nel 2006, il terzo capitolo, Springtime Can Kill You, e nel 2008, il quarto The Living and the Dead.
Si trasferì in seguito a San Francisco dove con la collaborazione del produttore Shahzad Ismaily
pubblicò il suo quinto album Pint of Blood, in questo caso a nome Jolie Holland and the Grand Chandeliers.
Nel 2014 dopo tre anni pubblica un nuovo album Wine Dark Sea considerato il suo lavoro più maturo.

## Discografia

### Album
- 2003 - Catalpa
- 2004 - Escondida
- 2006 - Springtime Can Kill You
- 2008 - The Living and the Dead
- 2011 - Pint of Blood
- 2014 - Wine Dark Sea (Anti)